# De Mulderpark
Het De Mulderpark (Frans: Parc De Mulder) is een openbaar park gelegen aan de Jose Goffinlaan en Katteputstraat in de Belgische gemeente Sint-Agatha-Berchem.